# Hyphessobrycon loweae
Hyphessobrycon loweae é uma espécie de peixe da família dos caracídeos e da ordem dos caraciformes. Os machos podem alcançar 3,2 cm de comprimento. A espécie possui 34-35 vértebras.
Vivem em áreas de clima tropical, entre 25°C - 28°C de temperatura, na América do Sul, mais especificamente, na bacia do rio Xingu, no Brasil.